# Apollo Korzeniowski
Pour les articles homonymes, voir Korzeniowski.
Apollo Korzeniowski (armoiries Nałęcz), né le 21 février 1820 à Honoratka (pl) (actuelle Ukraine, alors dans l'Empire russe) et mort le 23 mai 1869 à Cracovie (alors dans l'empire d'Autriche-Hongrie), est un écrivain polonais, surtout connu pour être le père de l'écrivain Joseph Conrad (1857-1924), à l'origine Józef Konrad Korzeniowski.
Emprisonné à Varsovie au début de l'insurrection polonaise de 1861-1864, il est ensuite exilé en Russie. Libéré en 1868, il quitte l'Empire russe et s'installe avec son fils dans l'empire d'Autriche-Hongrie, mais meurt peu de temps après.

## Biographie

### Origines familiales, formation et carrière
Apollo Korzeniowski est issu d'une famille de la noblesse polonaise, membre du clan Nalecz, à une époque où il n'existe plus d'État polonais, à la suite des partages de la Pologne de 1772 à 1795. Mais il existe encore un patriotisme polonais, particulièrement développé dans la noblesse et particulièrement fort à l'encontre de la Russie, principal bénéficiaire des partages, et qui a de surcroît écrasé l'insurrection de 1830-1831.
Il est l'auteur de poèmes, de romans et de pièces de théâtre.

### L'insurrection polonaise de 1861-1864 et ses suites
Participant aux préparatifs de l'insurrection polonaise de 1861-1864, il est arrêté en octobre 1861 et incarcéré dans le pavillon X[réf. nécessaire] de la citadelle de Varsovie.
En mai 1862, il est condamné à l'exil en Russie, à Vologda, et est ensuite assigné à résidence à Tchernigov (actuelle Ukraine). En raison de sa mauvaise santé, il est libéré en 1868 et s'installe avec son fils à Lwow (aujourd'hui Lviv en Ukraine, alors dans l'empire d'Autriche-Hongrie), et l'année suivante à Cracovie. 

### Mort et funérailles
Il meurt à Cracovie le 23 mai 1869, peu de temps après son arrivée. 
Il est inhumé au cimetière Rakowicki de Cracovie.